# High 5s
Das Projekt High 5s war eine internationale Kooperation zur weltweiten Implementierung von Maßnahmen zur Verbesserung der Patientensicherheit in Krankenhäusern. Das Projekt wurde 2006 durch den Commonwealth Fund, die WHO World Alliance for Patient Safety und das WHO Collaborating Centre for Patient Safety initiiert. Der Name High 5s bezog sich auf die ursprünglichen Projektziele, nach denen im Laufe von 5 Jahren die Häufigkeit von 5 bedeutsamen Patientensicherheitsproblemen in 5 Ländern signifikant reduziert werden sollte. Im Laufe des Projektes wurden zwei der fünf Patientensicherheitsprobleme fokussiert und die Gesamtlaufzeit bis Mitte 2015 verlängert.

## Organisation
Insgesamt waren folgende sieben Länder projektbeteiligt: Australien, Frankreich, Niederlande, Singapur, Trinidad & Tobago und die USA. In all diesen Staaten wurden als nationale Koordinationszentren sogenannte Lead Technical Agencies (LTA) eingerichtet. In Deutschland waren dies – mit Unterstützung des Bundesministeriums für Gesundheit das Ärztliche Zentrum für Qualität in der Medizin (ÄZQ) und das Aktionsbündnis Patientensicherheit. Die Gesamtkoordination erfolgte durch die Joint Commission International als WHO Collaborating Centre for Patient Safety.

## Ziele
Ziele von High 5s waren die Implementierung und Evaluation standardisierter Handlungsempfehlungen zur nachhaltigen Verbesserung der Patientensicherheit.

## Aktivitäten
Zu den wesentlichen Aktivitäten des Projektes gehörten die Entwicklung und Einführung standardisierter Handlungsempfehlungen (SOP) sowie begleitender Evaluationskonzepte. Im Verlauf des Projekts wurden zwei der ursprünglichen fünf standardisierten Handlungsempfehlungen fokussiert: 
1. Vermeidung von Eingriffsverwechslungen,
2. Sicherstellung der richtigen Medikation bei Übergängen im Behandlungsprozess (Medication Reconciliation).

## Ergebnisse
Die Ergebnisse des Projekts auf internationaler Ebene sind auf der Seite der Weltgesundheitsorganisation veröffentlicht.
Für Deutschland wurden die beiden deutschsprachigen Handlungsempfehlungen zu Vermeidung von Eingriffsverwechslungen und Sicherstellung der richtigen Medikation bei Übergängen im Behandlungsprozess (Medication Reconciliation) sowie die im Rahmen des High 5s Projektes erarbeiteten Implementierungsmaterialien für Deutschland in „High 5s Toolboxen“ hinterlegt. Die Toolboxen können Krankenhäusern, die eine Einführung von Verfahren zur Vermeidung von Eingriffsverwechslungen und Sicherstellung der richtigen Medikation bei Übergängen im Behandlungsprozess planen oder bereits begonnen haben, eine Hilfestellung sein und Ideen zur Umsetzung liefern.

## Beteiligte Organisationen
- WHO
- Joint Commission International
- The Joint Commission
- Agency for Healthcare Research and Quality

## Nationale Koordinationszentren (Lead Technical Agencies)
- Australien: Australian Commission on Safety and Quality in Health Care
- Deutschland: Ärztliches Zentrum für Qualität in der Medizin & Aktionsbündnis Patientensicherheit
- Frankreich: French National Authority for Health
- Niederlande: Dutch Institute for Healthcare Improvement - CBO
- Singapur: Ministry of Health, Singapore
- Trinidad and Tobago: Ministry of Health, Trinidad and Tobago
- USA: Agency for Healthcare Research and Quality & American College of Surgeons